# Вальтер Функ
Вальтер Еммануель Функ (нім. Walther Emanuel Funk; 18 серпня 1890, Тракенен — 31 травня 1960, Дюссельдорф) — німецький журналіст, нацистський міністр економіки, президент Райхсбанку.

## Біографія
Народився в сім'ї підприємця. Дядько Вальтера — піаніст Альфред Райзенауер, улюблений учень Ференца Ліста.
У 1908—1912 рр. вивчав право, літературу, музику і економіку в Лейпцигу та Берліні. Працював в газетах «Berliner National-Zeitung» і «Leipziger Neueste Nachrichten». У 1915—1916 рр. служив в армії, був комісований як негідний до військової служби.
З 1921 року був редактором «Берлінської біржової газети», з 1927 року — головою прес-служби Берлінського біржового суспільства і Берлінської промислової і торговельної палати, з 1928 по 1932 рік — керівним членом правління «Товариства німецької промислової і соціальної політики».
З травня 1931 року працював редактором видання «Політико-економічна прес-служба НСДАП». З лютого 1933 був особистим прес-референтом Гітлера. У березні 1933 року був призначений статс-секретарем міністерства народної освіти і пропаганди і в цій якості став також прес-секретарем уряду. 15 листопада 1933 був обраний заступником президента імперської палати культури.
4 лютого 1938 роки після відставки Шахта був призначений імперським міністром економіки. З 19 січня 1939 року — президент Рейхсбанку, з серпня 1939 року — членом ради міністрів щодо захисту рейху, відповідальним за військово-економічні заходи.
У 1940 році відмовив євреям у праві на власність, яка зберігалася в банках та інших установах.
4 лютого 1943 розпорядився закрити всі підприємства, які не мають відношення до військової економіки. У вересні того ж року став членом центрального штабу планування міністра озброєнь Альберта Шпеєра, якому, незважаючи на бомбардування союзників, вдалося підвищити військове виробництво.
У 1944 році Функ втратив свій вплив, оскільки Альберт Шпеєр був незадоволений його неефективною роботою.
У червні 1945 року був арештований британськими військами в Рурській області.
1 жовтня 1946 року на процесі в Нюрнберзі був засуджений Міжнародним військовим трибуналом до довічного тюремного ув'язнення і в листопаді того ж року доставлений у в'язницю Шпандау.
16 травня 1957 року Функ був достроково звільнений за станом здоров'я. Перед виходом з в'язниці він в останню хвилину відвідав Шпеєра, Рудольфа Гесса та Бальдура фон Шираха.
У грудні 1958 року його засудили до виплати штрафу в розмірі 10 900 німецьких марок.
Вальтер Функ помер 31 травня 1960 року в Дюссельдорфі.

## Нагороди
- Почесний хрест ветерана війни
- Золотий партійний знак НСДАП
- Золотий почесний знак Гітлер'югенду з дубовим листям
- Медаль «За вислугу років у НСДАП»
- Орден «Святий Олександр» 1-го ступеню (Болгарія) (12 жовтня 1938)
- Хрест Воєнних заслуг 2-го і 1-го (21 вересня 1940) класу
- Почесний знак «Піонер праці» (1 травня 1942)
- Почесне кільце міста Відня (1944)

## Галерея

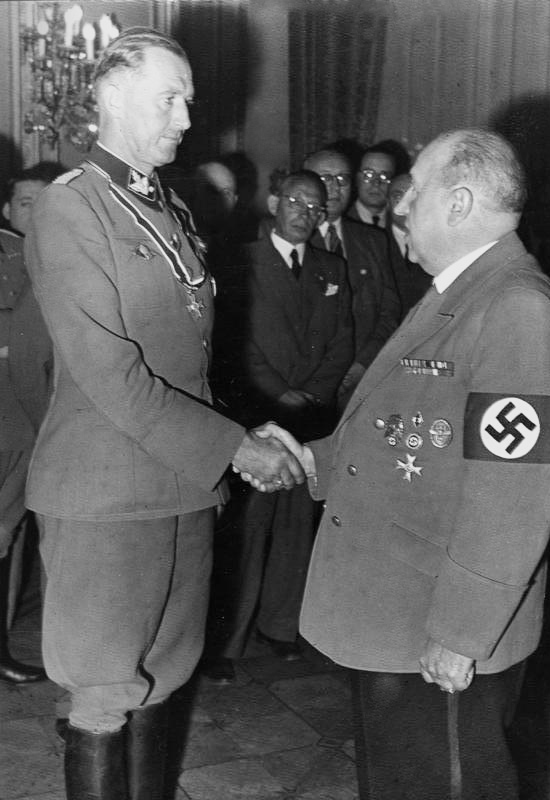
Вальтер Функ вручає Францу Гайлеру Лицарський хрест Хреста Воєнних заслуг (серпень 1944)
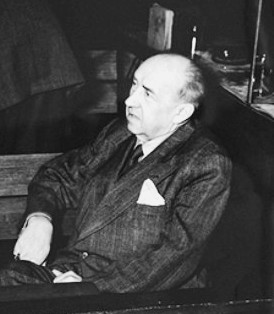
Вальтер Функ під час Нюрнберзького процесу (1945)